# Vladimír Kováč
Vladimír Kováč (* 29. April 1991 in Bojnice) ist ein slowakischer Fußballspieler.

## Karriere
Seine Profikarriere begann der Rechtsverteidiger bei MFK Ružomberok, bevor er zur Saison 2012/13 zum BCF Wolfratshausen wechselte. Seit der Saison 2013/14 spielt er für die zweite Mannschaft des TSV 1860 München in der Regionalliga Bayern.
Sein Debüt für die erste Mannschaft gab er am 24. Mai 2015, dem letzten Spieltag der Saison 2014/15, bei einer 0:2-Auswärtsniederlage gegen den Karlsruher SC. Zur Spielzeit 2016/17 wechselte Kováč zum Drittligisten SV Wehen Wiesbaden unter Trainer Torsten Fröhling, unter dem er sowohl beim TSV 1860 München II spielte aus auch sein Debüt für die erste Mannschaft gab. Ab Anfang 2017 wurde er nicht mehr für den Kader berücksichtigt und wechselte im Januar 2018 zum Regionalligisten Wacker Nordhausen.